# Échallens
Échallens é uma comuna da Suíça, situada no distrito de Gros-de-Vaud, no cantão de Vaud. Tem 6,66 km² de área e sua população em 2018 foi estimada em 5.740 habitantes.